# Solenobia cembrella
Solenobia cembrella är en fjärilsart som beskrevs av Carl von Linné 1761. Solenobia cembrella ingår i släktet Solenobia och familjen säckspinnare. Inga underarter finns listade i Catalogue of Life.